# امراه کوش
امراه کوش (به ترکی استانبولی: Emrah Kuş) (زادهٔ ۱۳ اکتبر ۱۹۸۸) کشتی گیر اهل ترکیه در دسته‌های ۷۴ و ۸۲ کیلوگرم کشتی فرنگی است. او نایب‌قهرمان مسابقات قهرمانی کشتی جهان در ۲۰۱۸ و برندهٔ مدال برنز این مسابقات در ۲۰۱۳ است.

## مسابقات قهرمانی کشتی جهان ۲۰۱۸
کوش در وزن ۸۲ کیلو مسابقات قهرمانی کشتی جهان ۲۰۱۸ بوداپست حاضر بود که پس از غلبه بر لوئیس آوندانو از ونزوئلا، ماکسیم مانوکیان از ارمنستان و سعید عبدولی از ایران به فینال رسید. وی در فینال به پیتر باچی از مجارستان باخت و به مدال نقره وزن ۸۲ کیلوگرم رسید.